# Водохранилище в Гридинском лесничестве
Водохранилище в Гридинском лесничестве — памятник природы регионального значения, расположенный на территории Хотимльского сельского поселения Южского района Ивановской области, включает водохранилище и прилегающий к нему парк. Площадь памятника 5,1 гектара. Расположен в 15 км северо-западнее города Южи, в 2 км северо-западнее села Преображенского, на краю деревни Гридино, на высоте 108,8 м над уровнем моря.

## Описание
Водохранилище создано на реке Чёрной. Эта небольшая река является левым притоком реки Тезы. Площадь водохранилища — 0,035 км², средняя глубина — 1,23 м, максимальная глубина — 3,7 м. Оно было создано методом перекрытия оврагообразной речной долины плотиной высотой около 8 м. Плотина подвержена разрушению, в районе нижнего бьефа широко развиты эрозионные процессы и оползни.
Территория ООПТ представляет собой равнину с небольшим уклоном в сторону долины реки Черной. Водохранилище расположено в заметно выраженной котловине, с пологими склонами. Берега южной части водохранилища имеют крутизну около 20°, при небольшой высоте. В северной части водохранилища берега плоские, плавно переходящие в заболоченную пойму.
Питание водохранилища снеговое, дождевое и грунтовое. В нём имеется несколько родников. Оно подпитывается водой также из реки Чёрной. Глубина водохранилища у плотины достигает 2 м. Русловая часть водохранилища отделена от озёрной части протокой шириной 5—10 м.
Вокруг водохранилища — лесная растительность, представленная хвойно-мелколиственными лесами с преобладанием ели, сосны обыкновенной, берёзы повислой, с участием осины. встречаются липа мелколистная, клён остролистный, дуб черешчатый. В подлеске рябина обыкновенная, черёмуха птичья, жимолость лесная, малина лесная, бересклет бородавчатый.
В границах ООПТ сохранился старинный усадебный парк купца Михаила Павлова, сформированный на рубеже XIX—XX веков. Павлов приобрёл большой участок земли слева от старой дороги, ведущей из Шуи в Южу. Здесь был выстроен огромный усадебный комплекс — лесная дача, включающая более 20 зданий. В настоящее время парк сохранился, отчетливо выражена его планировка, дорожки, аллейные и рядовые посадки декоративных деревьев.
На берегу водохранилища сохранилась водонапорная башня из красного кирпича. В дендрарии имеется разрушенная чаша фонтана, фундаменты старых построек, остатки лестницы, которая спускается к водохранилищу.

## Флора и фауна
Во флоре ООПТ к 2014 году отмечено 267 видов сосудистых растений. Среди них репешок волосистый, который включён в Приложение 1 Бернской конвенции, пихта сибирская, луговик извилистый, дёрен белый относятся к числу редких на территории региона, они включены в Красную книгу Ивановской области, а ещё 11 видов относятся к редким растениям флоры Ивановской области, занесённым в дополнительный список Красной книги Ивановской области.
На территории памятника природы обитает множество стрекоз и других насекомых, в том числе отмечен экземпляр стрекозы двухцветной — включённой в Европейский Красный список животных и растений, находящихся под угрозой уничтожения.
Водохранилище редко посещается рыбаками, так как ихтиофауна водохранилища небогата. Здесь встречается щука, карась и окунь. Обитания видов рыб, включённых в Красную книгу Российской Федерации и Красную книгу Ивановской области, не обнаружено.
Акватория водохранилища и его берега являются местообитаниями околоводных грызунов — водяной полёвки, ондатры и бобра.